# TOSCA Testsuite
TOSCA Testsuite — среда автоматического тестирования приложений для HTML, Java, .NET, созданная австрийской компанией по производству программного обеспечения Tricentis, написана на языках VB6, Java и C#. Программа ориентирована на тестеров без знаний программирования. Содержит готовые конфигурации для тестирования бизнес-приложений SAP и Siebel CRM.
Для хранения инфраструктуры и поддержки совместной работы использует Microsoft SQL Server, Oracle Database или DB2.
Gartner отмечает среду в квадранте провидцев в сегменте интегрированных пакетов управления качеством программного обеспечения.